# Utility Muffin Research Kitchen
Utility Muffin Research Kitchen (zkráceně UMRK) bylo nahrávací studio Franka Zappy. Dokončení proběhlo v září 1979. Mezi zde nahraná alba patří například You Are What You Is (1981), Ship Arriving Too Late to Save a Drowning Witch (1982), Francesco Zappa (1984) nebo Feeding the Monkies At Ma Maison (2011).